# Cratere Vitello
Vitello è un cratere lunare di 42,51 km situato nella parte sud-occidentale della faccia visibile della Luna.